# تشانغشو
تشانغشو (بالصينية: 常熟市) هي مدينة على مستوى مقاطعة، ومدينة بملايين من السكان، في الصين، تقع في سوجو، ونظام وانغ جين وي، بلغ عدد سكانها 1,510,100 نسمة وذلك حسب إحصائيات سنة 2015، تبلغ مساحتها 1,094 كيلومتر مربع، رمزها البريدي هو 215500.

## مدن توأم
المدن التوأم:
- ويتير، لوس أنجليس، كاليفورنيا
- تاونسفيل
- آيابه، كيوتو.

## التقسيمات الإدارية
- Yushan Subdistrict  [لغات أخرى]‏
- Shajiabang, Jiangsu [الإنجليزية]‏
- Xinzhuang Town, Changshu  [لغات أخرى]‏.